# 2039
2039 (MMXXXIX) será un año normal comenzado en sábado en el calendario gregoriano. Será también el número 2039 anno Dómini o de la designación de era cristiana, será el trigésimo noveno año del Siglo XXI y del III milenio. Será el noveno año de la cuarta década del Siglo XXI y el décimo y último del decenio de los Años 2030. Será designado como:
- El Año de la Cabra, según el horóscopo chino.

## Acontecimientos

### Junio
- 21 de junio – Eclipse solar anular sobre el hemisferio norte.

### Agosto
- 15 de agosto – Se cumplen 500 años de la fundación de la ciudad peruana de Huánuco.

### Septiembre
- 1 de septiembre - Centenario de la Segunda Guerra Mundial.

### Noviembre
- 7 de noviembre – Tránsito de Mercurio.

### Diciembre
- 17 de diciembre - Se cumplen 50 años del estreno del primer episodio de la serie animada estadounidense Los Simpson.

## Música
- La canción '39 de la banda británica Queen habla sobre un grupo de voluntarios que partieron en el año 1939 y volverieron a la tierra en 2039.

- Datos: Q12112
- Multimedia: 2039 / Q12112